# グローランサ

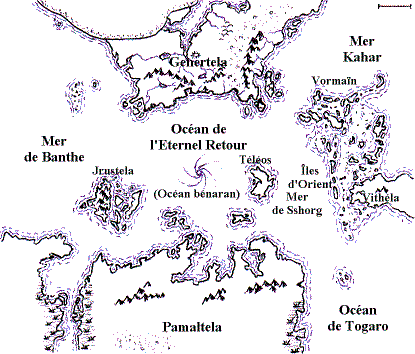
グローランサの地図

グローランサ（Glorantha）は架空のファンタジー世界。テーブルトークRPG『ルーンクエスト』等のゲームで使用されている背景世界である。主として、ルーンクエストのデザイナーであるグレッグ・スタフォードによって作られた。

## 概要
グローランサは文明や文化については中世よりやや古代に近く、様々な人間以外の種族が存在する。また、多数の神が存在する多神教の世界であり、神々は信仰するものに特別な魔法や援助を与えている。そして、どの神を信仰するかにより価値観や規範が決まり、それは社会のあり方に色濃く反映されている。いわば、神話と英雄の世界なのである。
グローランサは、まずケイオシアム社のボードゲーム『ドラゴン・パス』の背景世界として登場した。その後、同社はこの世界を舞台とするファンタジーTRPG『ルーンクエスト』を発売。同ゲームのサプリメントによって、その神話・歴史・社会や各種族の生活などについて詳しい情報を提供した。また、これらの製品では神話・伝承や歴史について詳細に記述する一方、現実の伝承や歴史家の記述がそうであるように、曖昧な部分や矛盾点を持たせている点に特徴があった。
現実味と奥行きを感じさせるグローランサはTRPGの世界で高く評価され、ルーンクエストの人気を支える重要な柱であった。
のちにルーンクエストがケイオシアム社からアバロンヒル社へ売却され、アバロンヒル社より同ゲームの第3版が発行された際、著作権の問題からグローランサはルーンクエスト用背景世界の一つに過ぎないものと位置付けられた。そして、アバロンヒル社はルーンクエスト用の背景世界としてファンタジーアースを打ち出して「バイキング」などの製品を出版したが、これらは質・量ともにグローランサには及ばなかった。グローランサがルーンクエストの主たる背景世界であることは変わらなかったのである。
その後、アバロンヒル社のルーンクエストは絶版となったが、グレッグ・スタフォードが新たに興したイサリーズ社はグローランサを舞台とする新しいTRPG『ヒーロークエスト』（『ヒーローウォーズ』）を発売した。さらに、マングース・パブリッシング社よりルールを一新した『ルーンクエスト』が発売されており、グローランサは支持を受け続けていると言える。
なお、グレッグ・スタフォードとは別に有志によって書き上げられたグローランサ製品も現れており、いわゆるインディーズ出版が多数ある。
2018年にケイオシアム社より第四版が発行され、公式に再スタートが行われている。

## 世界概略
グローランサの名称は、同名の世界女神グローランサの名に由来する。主要な大陸は2つ。北方のジェナーテラと南方のパマールテラ。ジェナーテラ大陸が主なゲームの舞台となる。
地域によって全く異なる文化と文明が存在しており、それらが文明の衝突を繰り返している。そのため、グローランサの姿を画一的な言葉で表すことは困難である。人間族の文明レベルの平均は青銅器時代の地球に類似したものになっている。このため鉄は極めて希少で金よりも高価である。
最もスポットが当てられるのは、ジェナーテラ大陸の中原地域である「ドラゴンパス地方」の蛮族ベルト地帯である。ここは、オーランスはじめ嵐の神々を信仰するサーター人をはじめとする蛮族たちの領域である。荒々ぶる自然の中に生き、生活の中に神々の姿を見出す、素朴かつ荒々しい民族たちである。しかし近年、北方のペローリアやダラ・ハッパを支配しているルナー帝国が侵略を開始してきており、戦いの絶えない地域となっている。
ルナー帝国は赤の女神を信仰する軍事帝国でありサーサーン朝をモチーフとした巨大国家である。理性と法を重んじ、洗練された文明を持った国で、高度な訓練で統制された軍隊を使い各地の併合を進めている。サーター人とは神話的にも文化的にも相容れないライバルである。領土の統括単位などの用語にサトラッピ/サトラップ（サルタネート/サルタン）のようなサーサーン朝の用語を駆使してあったが、『ルナーの教えを受け入れる限り土着の信仰、従来の統治機構を容認した』などの記述が翻訳陣や翻訳以前からのヘビーユーザー層にローマ帝国を強く想起させたため、日本国内ではローマ帝国をモデルにしているとされることが多い。
グローランサには、常に「混沌」と呼ばれる存在の侵入に苛まれている。「混沌」は触れたものを歪めてしまう恐ろしいエネルギー（のようなもの）であり、グローランサの住民にとって多くは忌み嫌われている。ルナー帝国はこの混沌を制御し国益のために役立てようとしている。それゆえにルナー帝国はグローランサの諸民族からは混沌の手先とみなされることもある。
グローランサの六界とは、地上世界、外界、地界、天界、精霊界、神界のこと。

## 神々と信仰（カルト）
グローランサには無数の神々がおり、その神々ごとに神話を持つ。グローランサの神話で語られる神代の歴史は神話ごとに互いに矛盾するところも多く、同じ出来事でも神々の立場によって全く異なることが描かれる。また、ある神話で描かれている世界規模の重大な出来事が別の神話では全く触れられていないことも多い。このように多様な神話体系が混在するありさまは、グローランサという世界の大きな魅力として多くのファンから認識されている。
嵐のパンテオンの主神オーランスを信仰する人々はオーランス人と呼ばれる。オーランス人はまた、太陽神イェルムの黄泉帰り行に同行したオーランス神の仲間＝光持ち帰りし者たち（ライトブリンガーズ：オーランス、ランカー・マイ、イサリーズ、チャラーナ・アローイ、ユールマル、肉体を持つ男、ギーナ・ジャーの7柱）や、オーランスの兄弟（フマクトやウロックス）などの眷属も信仰する。しかし、男はオーランス、女はオーランスの妻アーナルダ（大地の女神）を守護神とする者が圧倒的である。
ルナー帝国の信奉する赤の女神は、神々の盟約がなされた以降に生まれた月の女神で、オーランスと中空（なかぞら）の覇権を激しく争い、「混沌」に強い関わりを持つ神でもある。実際の帝国民は月の神殿の別の神性や、旧来の信仰対象である天空神殿の太陽神イェルムやその眷属などを信仰している。
神々への信仰形態は地域や種族によってさまざまであり、たとえばサーター地方ではオーランスの賢妻とされるアーナルダが、女権優位のエスロリア女王国では、六柱の守護夫神を持つなどとされる。また殆どの神は崇める種族の姿で描かれ、時には全く別の形態を取ることもある。フマクトはオーランス人の間では名誉を重んじる戦士の守護神であるが、混沌の種族ブルーでは世界を破壊せんとする死の尖兵と見なされる。過去には、神知者と呼ばれる神話改変者の所行により、神格の改変や統合がなされることもあったという。
神への信仰は地球上のヒンドゥー教に似た多神教であるが、地球でのキリスト教等に相当する唯一神を崇拝するマルキオン教という信仰も存在する。ゲームルール上はマルキオン教の神である「見えざる神」は物理法則や自然原理を崇拝するもので、他の宗教のように人の姿で描かれる事は無く、確固とした神格ではない。その為にマルキオン、フレストルと言った預言者が信徒に真理をもたらしたとされる。使用する魔術も他宗派のような「神性魔術(divine magic)」とは異なる「魔道(sorcery)」を使用する。

## ルーン
ルーンクエストの名の通り、グローランサの諸力の源であるルーンの秘密を解き明かすことが、プレイヤー・キャラクターの究極の目的である。グローランサのルーンは史実上のルーン文字とは、デザインも意味も異なる。
神々は通常2から4個のルーンを持つ。2つ同じルーンを重ねて持つ神は、そのルーンの根源力を所持しているということである。2版までは4種類のルーンを持つ神が幾つかあったが、3版以降では複数の神を結合したカルト（「カラドラとオーレリオン」「サナター（サンとアトヤーの結合）」）でなければ4種類のルーンを有さない事になっている。
4版では設定が変更され、4種類のルーンを持つ神も散見されるようになった。
ルーンとはそのあらわす意味の力そのものである。たとえば地獄から“死”のルーンが発見されるまではグローランサに死という概念は存在しなかった（誰も死ななかった）。天空神の一員イェルマリオは神代、火のルーン（丸い光のルーンに中心の点、熱のルーンで構成される）から熱のルーンを奪われ、炎の力を失って光の神になったというエピソードがある。
人々は自分の信仰する神のルーンを持ち物や武器に彫り込んだりして身につける。

## 地理
冒険の主要な舞台となるグローランサ世界の「地上界」は、北方大陸のジェナーテラ、南方大陸のパマールテラ、海洋、そして空中の領域である「中空（なかぞら）」の4つの領域に分けることができる。

### ジェナーテラ大陸
人口のほとんどを占める大陸。気候は場所により様々なものにわかれており、文化や文明も様々なものがある。
ジェナーテラ北部
大氷河に覆われた極寒の地で、冬の神ヴァリンドの領域である。
ジェナーテラ西部
見えざる神を信仰する中世ヨーロッパ風の騎士文化が発達している。
ジェナーテラ東部
西半分は大荒野が占め、東半分に中国風の文化を持つ龍の王国クラロレラが存在している。
ジェナーテラ中部
ジェナーテラ中部はさまざまな文化と文明が衝突するグローランサ最大の動乱地域である。
ルナー帝国
中部北方に存在する軍事帝国。混沌を認めているために嫌われているが、洗練された文化と文明を持つ先進国である。
プラックス
中部の東に存在する岩砂漠。騎獣遊牧民たちが数多く住む。
ペント
中部東北部から東部北西部に存在する平原。太陽信仰の遊牧騎馬民族が住む。中央アジアがモチーフ。ペントの遊牧民はかつてルナー帝国を征服したことがある。
ケタエラ
中部の南に存在する沿岸地域。かつては聖王国という古代エジプトをモチーフにした文化を持つ、不死のファラオが支配する王国があったがつい5年ほど前にルナーに滅ぼされ、現在は分裂状態になっている。
ドラゴンパス
周囲を山脈で囲まれた自然の豊かな渓谷地域。歴史上数多くの戦いの中心になった重要地域であり、現在もルナー帝国とサーター人との戦いが続いている。
ターシュ王国
ドラゴンパス北方にある、大地の女神を奉ずる民たちが建てた王国。100年ほど前にルナーに占領され植民地化している。ルナーにより統治が進んだ結果、ドラゴンパス全域でも最も文化的な国になっている。
サーター王国
ドラゴンパス中部にある、風の神を奉ずる蛮族たちの部族が連合して建てられた王国。20年ほど前にルナーによって滅ぼされた。占領政策は始まったばかりであり、ルナー化を拒む部族は数多く、各地で反ルナー活動が絶えない。
第四版で歴史が1626年に進められ、ルナー帝国の占領軍は一時撤退した情勢になっている。
黒馬領
ジェナーテラ西方の騎士文化を持つものたちが打ち立てた騎士団領。騎士たちは漆黒の武具をまとい、西方の魔術である「魔道」を使う。
陽の天蓋領
光の神イェルマリオを信奉する傭兵団が統治する独立領。
グレイズランド
「草飼う民」と呼ばれる遊牧民たちの領域。
獣の谷
獣人たちの領域。

### パマールテラ大陸
大自然に覆われた大陸。沿岸部には都市があるが、内陸部はサバンナや密林が多い。地球のアフリカ大陸に似た地勢と文化を持つ大陸で、黒い肌を持つアギモリ人たちが人口の大半を占める。

### 海洋
二つの大陸は広大な海洋をはさんで向かい合っており、そこには多くの島が存在する。
東方諸島
東方大陸ヴィゼラがなんらかの原因で砕かれて万を超える群島となった場所。この地域の詳細はわかっていない。
ヴォルメイン
東方諸島の北方に位置する。ヴァルゼインを主神として崇める謎の海洋国家に統治されており，トゥサンクス神を崇める海賊たち（倭寇をモチーフとしている）のみが唯一知られている。
ジルステラ諸島
第二期と呼ばれる時代までは二つの大陸の間にジルステラと呼ばれる小大陸があり、その大陸から生まれた神知者の帝国がジェナーテラとパマールテラの沿岸部を含む、大海洋地域を支配していたのだが、このジルステラは第三期の時代では大津波で沈み群島と化してしまっている。この群島からはジルステラの遺跡が見つかることもあるという。
マガスタの渦
世界の中心にあたる海洋のど真ん中にはマガスタの渦と呼ばれる大穴が開いており、水が地界（地底世界）に流れ落ちている。神話時代にはここに宇宙の中心であるスパイク山が存在していたと言われる。

### 中空
地上界はドーム状の「天空」によって覆われており、天空に開いた穴から漏れる光が星となっている。このドーム状の「天空」と地上世界の「地面」の間の空間のことを「中空（なかぞら）」と呼ぶ。中空はかつては風の神オーランス神が支配する世界であったが、近年に赤の女神が台頭し、中空に「赤の月」を浮かべた。オーランス神と赤の女神は中空の支配権をめぐって激しく対立している。

## 歴史
グローランサには非常に詳細な歴史が設定されており、グローランサ世界の学者が記したという設定の架空の歴史書などまで発行されている。グローランサは神々の実在する世界であるため、神話はまた歴史の一部でもある。前述した通り、グローランサは神話ごとに全く異なる歴史を語っている部分があり、グローランサの真実の歴史というものを知るのは困難を極める。歴史が勝者によって語られるものであるならば真実の歴史というものは誰にも分からないのかもしれない。「グローランサ通」のゲーマーたちにとっては、莫大なグローランサ関係の資料を読み漁り、それらの中から世界の姿を自分なりに解釈していき、同好の士と語り合うのも大きな楽しみである。
ここではごく簡単にグローランサの多くの神話で共通している出来事の概要のみ記す。

### 宇宙の創世
宇宙の創世は神話によって諸説あるが、多くの神話では混沌の中から生まれたとされる。神々よりも先に「原初」「元素」「物質」などといったルーンが生まれ、そのルーンから物質世界が作り出された。こうして作り出された物質世界はグローランサと呼ばれるようになった。グローランサは世界であると同時に宇宙そのものを表す母神でもある。一部の神話では、宇宙卵と呼ばれるものから宇宙が生まれたとしている。

### 緑の時代
様々なルーンが発見され、そのルーンから神々が生まれるようになった。グローランサの中心にそびえる宇宙山スパイクに天宮の神々が集まり、神々によって世界に様々なものが生み出された。この創造の時代を緑の時代と呼ぶ。この時期、世界には死や時間といった概念はまだなく、現在のグローランサと比べるとシンプルな姿だったとされる。オーランス神の神話などでは、人間族が作り出されたのもこの頃だと言われている。

### 黄金の時代
世界創造が一段落したのち、世界は皇帝と呼ばれる神によって統治されることになった。イェルマリオ神の神話などでは、この皇帝を太陽神イェルムとしている。この時代は太陽信仰をはじめとする多くの神話では平和に満ちたすばらしい時代とされているが、オーランスの神話などでは圧制に人々があえいだ時代とされている。
また、この時代にユールマル神によって世界に「死」のルーンがもたらされ、生命は死の定めを持つことになった。以後、フマクト神はこの死が適正に行われるように管理する死神となった。
黄金の時代の末期、嵐の神であるウーマスが皇帝に叛旗をひるがえした。ウーマスとそれに従う息子や仲間たちと、皇帝に従う神々、そして漁夫の利を狙う神々が、互いに合い争う神々の戦いが巻き起こった。最終的にウーマスの子であるオーランスがフマクトから盗んだ死の剣で皇帝を殺すこととなる。

### 小暗黒
皇帝の殺害により世界から太陽が失われ、世界は暗黒に包まれることになった。世界の覇権を巡り、多くの神々が戦争に参加し、世界の混乱は激しさを増した。この時代は嵐の神であるウーマス一派が特に目立って暴れまわっていたことから「嵐の時代」とも言われる。
また、太陽神である皇帝が殺され地獄に落ちたことから、地獄では地上とは逆に常に光に照らされる世界となった。地獄で平和に暮らしていたトロウルなどの暗黒の民はこれにより地獄を追われ、新たに暗黒の世界となった地上に新たな生活圏を求めてやって来て住み着くようになった。

### 混沌の侵入
小暗黒時代の神々の戦いの余波で、世界に裂け目が生まれた。その裂け目より混沌が侵入してきた。神々の争いで世界が混乱する中、混沌は人知れずこの世界を少しずつ侵していった。
これに目をつけたのが後に“不浄の三神”と呼ばれることになる狂気の神ラグナグラー、強姦の女神セッド、病の女神マリアである。三神は世界の裂け目からより大きな混沌を招来させた。こうしてやってきた混沌の軍勢は強力で、悪魔ワクボスや恐怖と忘却の神カージャボールなどの強力な混沌の神にはグローランサの神々さえもかなわず、世界は滅亡の危機に瀕することになった。
混沌という共通の敵を得たことで神々は休戦し、混沌と闘うこととなる。しかし最終的に、宇宙山スパイクが混沌の軍勢により爆発したことで、グローランサは滅亡したのである。

### 大暗黒
宇宙山スパイクはグローランサと創造と秩序を司る存在でもあった。スパイクの爆発はグローランサそのものを四散させ、バラバラになった世界を混沌の軍勢が飲み込んでいった。そんな中で神々だけでなく定命の者たちも必死に抵抗していた。
この大暗黒といわれる絶望的な時代は、グローランサの神話の中で初めて、神々ではない定命の者たちが本格的に活躍する時代でもある。あらゆる種族は互いの連絡がとれない中、混沌を撃退するというただ一つの目的のために必死に戦っていた。その様子は「我が戦い、皆が勝った」という言葉で表されている。

### 光持ち帰りしものの探索行
必死の抵抗戦によりグローランサ陣営は混沌の軍勢を少しずつ押し戻していった、その中で戦いに終止符をもたらすべく、7人の神々がある冒険を開始した。
それは、地獄に落ちた皇帝（太陽神）を連れ帰り、世界に太陽をとりもどして再生させる冒険である。この冒険に参加した神々はオーランス、ランカー・マイ、イサリーズ、チャラーナ・アローイ、"肉体を持つ男"、ユールマル、ギーナ・ジャーの7人で、「光持ち帰りしもの（ライト・ブリンガーズ）」と呼ばれた。
「光持ち帰りしもの」たちは様々な冒険の結果、地獄の太陽神を連れ帰ることに成功した。このとき、神々は世界の崩壊という悲劇が再び起こらないように、今後、世界に直接干渉しないことを誓った。これを「大いなる盟約」という。盟約とともに、蜘蛛の姿をした謎の神アラクニー・ソラーラが現れ、蜘蛛の糸を使って混沌の大神であったカージャボールをとらえ、またバラバラになった世界をつなげあわせた。こうして世界は再生した。盟約により神々は世界には直接干渉することはなくなり、人間などの定命のものたちに間接的に力を貸すことで世界を運営することになった。世界を動かすのは定命のものたちとなったのである。
アラクニー・ソラーラの子である「時」という神が現れ、時間という概念が世界に生まれた、こうして神話時代は終わりをつげ、歴史時代がはじまることとなる。

### 第一期（曙の時代）
「時」が誕生してからの歴史を「太陽暦」と呼ぶのだが、太陽暦元年から太陽暦450年までをグローランサの歴史学では第一期と呼ぶことが多い。この時代は定命のものたちが文明を復興させていった時代である。
混沌はわずかながら世界に残っており、混沌の種族の襲来なども定期的に起こっていたが、定命のものたちはそれでも文明を順調に復興させていった。その中で種族や部族同士の確執も起こるようになっていった。定命のものたちは種族や信仰する神々の違いによって住む場所を分け、グローランサはいくつかの文化地域に分かれることとなる。そして彼らはその文化地域ごとに独自に文明や文化を発展させていった。
この時代に最も発展した文明はジェナーテラ大陸のドラゴンパス地域に興ったゼイヤラン文明である。彼らは高度な知識と魔術を持っており、最終的にナイサロールと呼ばれる人工の神を作り出すに至った。そして、彼らはその信仰を広めるべく文化的侵略を開始した。白き光といわれたナイサロールは自らに下ったものに全ての栄光を与えたと言われるが、反発する諸部族も多かった。ナイサロールに混沌を感じたものもいるという。
しかし、ゼイヤラン文明は最終的に西方の英雄アーカットによって滅ぼされてしまう。ナイサロールを「裏切り者グバージ」と呼んだアーカットは、仲間とともに冒険を重ねついにルーンを見出し、神に等しい力を手に入れた。アーカットの軍勢とナイサロールとの戦いを「グバージ戦争」と言う。この戦争の結果、ゼイヤラン文明を含む多くの文明は戦火に焼かれ滅んでいった。

### 第二期（帝国の時代）
太陽暦450年から1120年までを第二期と呼ぶ。この時代は「中部海洋帝国」と「ワームの友邦帝国」という二つの強大な帝国が世界を席巻した時代である。
「中部海洋帝国」は「神知者」と呼ばれるものたちが作り出した帝国である。海上の島々とジェナーテラ大陸の沿岸部を支配していた。「神知者」とは神話改変主義者のことで、グローランサ世界のややこしい神話を統一した一つの体系にまとめなおしてしまおうという学者集団のことである。彼らの行為は多分に一神教的な思考に基づくものでもあった。
グローランサでは神話はただの物語ではなく力を持つ。神話が語られることで世界に対して神秘的な影響を与えることができる（これを信仰魔術という）。神話を再現することでそのキャラクターは超常的な力を得ることもできる（これをヒーロークエストと言う）。そのため、神話を改変して広めるということは世界を望むように作り変えることに等しいのである。
「ワームの友邦帝国」はドラゴンの眷属であるドラゴニュート（竜人族）と同盟を結んだ人間たちにより作り出された帝国で、ジェナーテラ大陸のドラゴンパス地域に根を張っていた。彼らはドラゴンから与えられた強大な魔法を操ることができたと言われる。
しかしこの二つの帝国は太陽暦1100年頃にほぼ同時に滅亡する。中部海洋帝国では、驕りたかぶった神知者たちに自然の法則が反発し、帝国の拠点であった島を津波に飲み込み滅亡させた。また、この時から数百年に渡り海洋には呪いがかけられ、あらゆる船が海上に出ようとすると自動的に陸地に押し戻された。この呪いにより定命のものたちはほとんどの海上交通を行うことができなくなった。これを「大閉鎖」と呼ぶ。大閉鎖により多くの地域は孤立を高めることになり第二期に発展したジェナーテラ大陸の文明を大きく後退させる要因にもなった。
ワームの友邦帝国では支配者層と従属層の格差の拡大から反発が高まり、各地で反乱が頻発した。そんな中でドラゴニュートたちが突如帝国を裏切り、帝国の支配者層を虐殺してドラゴンの魔術の神秘をとりあげてしまったのである。それをきっかけに周辺の抑圧されていた諸部族がこぞってドラゴンパス地域の攻め入った。諸部族はさらに帝国に魔術を教えたドラゴニュートやドラゴンも憎み、竜族と激しい戦いを行った。その結果、怒れる竜族が大挙してドラゴンパスに押寄せ、彼の地から人類を一人残らず一掃してしまった。これを「ドラゴンキル戦争」と呼ぶ。

### 第三期（現代）
太陽暦1120年以降を第三期と呼ぶ。この時代はルナー帝国とそれに対抗する諸部族との戦いの時代である。
二大帝国崩壊後のジェナーテラ大陸で次代の帝国として誕生した、赤の女神を信奉する政教一致の帝国がルナー帝国である。赤の女神は大暗黒の時代に滅んだ月の女神であり、大いなる盟約によりいくつもの神々が再生した後も行方が知れなかった。しかし、赤の女神が人間に転生しているのを知った七人の探索者は彼女にヒーロークエストを行わせ、最終的に月の神として昇天させたのである。
赤の女神はかつてのナイサロールの哲学である「啓発」という教えを自らの教義とし、「混沌はただの力にすぎず、制御さえできるならば恐れることはない、むしろせっかくの力なのだから有効利用すべきだ」と帝国の信者に対して教えを解いた。このことは多くの神々に脅威に映ったものの、赤の女神の絶大な力は一筋縄ではいかず、逆に赤の女神の軍門に下った神々さえもいる。現在は赤の女神は神々の中である程度の地位を与えられた中で月の神として中空にいすわっており、本来の中空の支配者である嵐の神であるオーランスとはライバル関係にある。
ルナー帝国は長い時間をかけて南へと勢力をひろげていき、太陽暦1400年頃にはドラゴンパス地域へ至った。第三版での現在（太陽暦1621年）では、ドラゴンパス北方に存在した大地の女神を信奉するターシュ王国はルナーに征服され、文明、文化ともにほぼ完全にルナー化してしまっている。ドラゴンパス南方に存在した風の神を信奉するサーター王国はルナーにより滅ぼされたが、反骨精神の高いサーター人が住むこの地域はルナー化が遅々としてすすまず、サーター人たちによる反帝国活動が頻発している。
予言では、ドラゴンパス地方を舞台に、ルナー帝国とそれに反抗する諸部族との大きな戦争が近々おこるとされており、その戦いは神々さえも介入する全世界規模の戦乱の幕開けになるとも言われている。その戦いは後の時代に「英雄戦争」と呼ばれると予言は語っている。
第四版は太陽暦1626年から始まるように歴史が進められ、すでに「英雄戦争」が始まっており、サーター王国を占領していたルナー帝国軍は退けられ、新たな緊張状態が設定されている。

## 異種族
グローランサにおける異種族（人間以外の知的種族）に関する設定は、他の異世界ファンタジーに比べてかなり独特なものとなっている。大抵のゲームや小説で、エルフやドワーフといった種族は人間と良く似た存在であり、せいぜい異なった文化を持つ別の民族程度の違いである。ところが、グローランサの異種族はその多くが人間と著しく異なるメンタリティを持つ。そのため、プレイヤー・キャラクター(PC)として用いるには困難な場合も多い。
また、グローランサ（ルーンクエスト）の生物や異種族には、架空の学名がつけられている。例えば、ブラウンエルフの学名は Dendro Sapiens である。
以下に述べる異種族達は、まとめて「古(いにしえ)の種族」と呼ばれる。彼らの多くは人間族よりも古い歴史を持ち、神話の時代には人間の方が数ある弱小種族の一つにすぎなかったという。しかし種族間の戦争や大異変、大いなる呪いといった諸要因によって、(主要な舞台であるジェナーテラ大陸では)人間に地歩を譲ることとなった。来るべき英雄戦争においては、昔日の栄光を取り戻そうと計画を巡らせる古の種族達と人間の諸勢力の戦いも大きなテーマの一つとなる。
エルフ
グローランサのエルフ（アルドリアミ）は人型をした植物であり、植物神アルドリアを主神とした大地の神々、および太陽神イェルムなどの天空の神々を崇拝し、神性魔術を用いる。真のエルフ（アルドリアミ）は落葉樹林に対応するブラウンエルフ（ムレーリ）や針葉樹林のグリーンエルフ（ヴロンカリ）、広葉樹林のイエローエルフ（エンバイリ）などに分けられる。また真の意味ではアルドリアミではないが、茸菌類の女神ミー・ヴォラーラに従うブラックエルフ（ヴォララン）や藻類の女神マースドライアに従う人魚の様なブルーエルフ（マーソイ）など多様な亜種が存在する。
ドワーフ
グローランサのドワーフ（モスタリ）は世界機械モスタルに仕える一種の生体ロボットであり、定められた職責を果たしている限り自然死することはない。このため自然に反する存在だと他の種族（特にエルフとトロウル）からは考えられている。彼らはグローランサで最も高い科学技術を持ち、爆弾・大砲、洞窟内での水平射撃に向く原始的な銃など、既に火薬を用いた武器を開発している。また、ドワーフはその得意とする分野に応じた鉱物を自称しており、黄金ドワーフ（教育・指導）、鉄ドワーフ（戦闘）、銀ドワーフ（魔法）、岩ドワーフ（建築）等に分かれる。また、各ドワーフ属に対応した魔道にも精通しており、グローランサ随一の魔道科学力をも誇っている。
なお、ドワーフはグローランサにおいて最もPCに不向きな種族とされている。
ドラゴンの亜種とドラゴニュート
グローランサのドラゴンは盟約に加わらなかった強力な種族であり、恐竜やワームなどはその亜種である。未成熟な卵から孵化したドラゴニュートという亜人類型ドラゴン種も存在し、転生を繰り返してやがては真のドラゴンに生まれ変わると言われているが、それを確かめた者はいない。またこの種族はドラゴンの能力の一部を一時的に獲得するドラゴン魔術と呼ばれる魔術体系を駆使することからグループSNEのロードス島戦記、ソードワールドに登場するノーブル・リザードマン種の直接的なネタ元と目される。ドラゴニュートの精神は人間を含めた異種族とはあまりにも異質なため、ドラゴニュートの価値観やふるまいを理解することはできない。PCとして使うことができるのは、ドラゴンへの道を捨てた無法者ドラゴニュートだけである。
トロウル
グローランサのトロウル（ウズ）は最も特徴的な異種族である。種族母神カイガー・リートール（Kigar Litor）を主神とする夜と闇の神殿の神々を信奉し、祖霊崇拝などのシャーマニズムによる精霊魔術や暗黒神殿の神性魔術を用いる。彼らは“小暗黒”と呼ばれる神代の大混乱期に地表世界に出現し、小暗黒の終焉までグローランサの支配的種族であった。その後も長く地表の主要種族の一員であったが、ある時種族全体が呪いを受けて現在では衰退しつつある。しかしながら繁殖能力と文明レベルを除く全てにおいて人間と同等かそれ以上の能力を持ち、人類を含む多くの種族から恐れられている。その身体は人間よりも大きく、突き出た鼻と口、牙を持ち灰色の肌をした姿で描かれる。また、重金属や岩のような無機物から異種族・同種族、不死の怪物まで何でも食べることができる。そして食べることがトロウルにとって最大の関心事である。さらに、好戦的で、音楽を好み、女性を尊ぶ。トロウル社会は女家長制であり女性（母親）の地位が高い。
なお、トロウルは人間に次いでPC向きの種族とされ、生物学的、あるいは民俗学的資料などを含めた多岐にわたってゲーム用の資料が出版されている。
ダック
アヒルによく似た小柄な人間型種族で嵐のパンテオンの神々を信奉し、その神性魔術を使用する。米国のカートゥーンなどにしばしば登場する擬人化されたアヒルのキャラクターのオマージュであり、グローランサでのコミックリリーフを演じる役割を担っている。ルナルサーガのミュルーンや、幻想水滸伝シリーズのダッククランといった他のゲームの種族の設定にも影響を与えている。
魚人
グローランサの魚人族(merfolk)は姿も文化も違う6つの大種族に分かれている。彼らが自称する種族名トリオリーニは、海の大神マガスタの神殿に属する海の生命の女神トリオリーナに由来している。つい最近まで海洋全体に船の通行を妨げる呪いがかかっていたために人間との接触・交流は限定されていた。

## 言語
グローランサには種族、民族、宗教伝統などに由来するさまざまな言語が存在する。アヴァロンヒル刊の第三版ではサプリメント「グローランサ」の三分冊のひとつ「グローランサブック」に各語族、言語の互換性を含めた詳しい記述が紹介されている。
ゼイヤラン語族
オーランス人の蛮族文化で使われる言語。大暗黒終焉の「暁」時代の主要民族であったことから、グローランサ文化学上はオーランスを信仰するオーランス人とその文化のことを「暁」の女神ゼイヤの名にちなんでゼイヤラン人/ゼイヤラン文化と言い、彼らの言語をゼイヤラン語族と呼ぶ。さらに主たる支配地域に属する小語族に分類され、その中の方言として諸言語が成立している。
ペローリア語族
ルナー帝国とその近辺諸地域で使われる言語。主にイェルムの血を引く貴族、皇族の言語であるダラ・ハッパ語、被支配階級の言語であり、地方ごとの派生言語であるペローリア農民諸言語群に分けられる。
西方語族
「見えざる神」を崇拝するマルキオン教会の支配する地域で使われる諸言語。フロネラのロスカルム（ロスコルムとも）王国とその周辺で使われるロスカルム語、マルキオン教会のカトリック教会ともいうべきロカール派正教会と宗主国セシュネラの母国語セシュネギ語やセイフェルスター王国のフェルスター語など数種類の言語が存在する。
異種族の言語
暗黒語
主にトロウルの言語。トロウルにはソナー能力がありうなり声や歯軋りのような明確な音を伴う言語のほかにボディランゲージやソナーによる交信も行うため、ゲリラ戦や夜襲、奇襲のような戦闘にきわめて優れた言語として知られる。
アルドリア語
エルフの言語。また植物の言語としても知られ、知らない者が聞くと小川のせせらぎや木々のざわめき、小鳥のさえずりのように聞こえるとされる、優れて音楽的な言語。
嵐語
嵐の神の血を引く、天使に似た外見の「風の子」らによる言語。またオーランスの神官らによって話される一種の神聖語としても扱われる様である。

そのほかの言語
交易語
イサリーズによってもたらされた、グローランサ全域で（ある程度）通じる数少ない共通語。イサリーズの神格とその名前から推測できるように、その語彙の大半は商取引に関係したものに限られる。